# Bergisch-Sauerländisches Unterland
Mit Bergisch-Sauerländisches Unterland wird eine naturräumliche Über-Haupteinheit (Kennzahl 337) der Haupteinheitengruppe Süderbergland (33) bezeichnet. Sie fasst die Haupteinheiten Niedersauerland (3372) und Niederbergisch-Märkisches Hügelland (3371) zusammen.
Die Zusammenfassung der beiden Haupteinheiten ist im Grunde nur dem Problem geschuldet, dass das dekadische System nur 10 dreistellige Kennziffern zulässt, das Süderbergland jedoch über 12 Haupteinheiten verfügt; ihrem Charakter nach sind beide Haupteinheiten in sich eigenständig.

## Gliederung
- 337 Bergisch-Sauerländisches Unterland

- 3371 Niederbergisch-Märkisches Hügelland

- 3371.0 Niederbergische Höhenterrassen

- 3371.00 Mettmanner Lößterrassen
- 3371.01 Heiligenhauser Terrassen
- 3371.03 Selbecker Terrassenland

- 3371.1 Bergisch-Märkisches Hügelland

- 3371.10 Velberter Höhenrücken
- 3371.11 Voßnacken
- 3371.12 Hardenberger Hügelland
- 3371.13 Märkisches Schichtrippenland
- 3371.14 Ruhrschichtrippenland
- 3371.15 Haßlinghauser Rücken
- 3371.16 Dornaper Kalkgebiet
- 3371.17 Wülfrather Kalkgebiet
- 3371.18 Düsselhügelland

- 33712 Ruhrtal
- 33713 Wuppertaler Senke

- 3371.30 Linderhauser Senke
- 3371.31 Schwelmer Massenkalktal
- 3371.32 Linderhauser Rücken
- 3371.33 Barmer Kalksenke
- 3371.34 Hardtschieferrücken
- 3371.35 Elberfelder Kalksenke
- 3371.36 Nützenberger Querriegel
- 3371.37 Sonnborner Kalkgebiet
- 3371.38 Vohwinkeler Senke

- 33714 Ardeypforte
- 33715 Ardey

- 337150 Ardeyhöhe
- 337151 Südardeywände

- 3372 Märkisch-Sauerländisches Unterland

- 33720 Unteres Ennepetal
- 33721 Hagener Tälerkessel

- 337210 Hagener Ruhrtal
- 337211 Hagener Volmetal
- 337212 Hagener Lennegrund
- 337213 Hagener Heide
- 337214 Emsterfeld

- 33722 Fröndenberger Hohenheide
- 33723 Mittelruhrsenke

- 337230 Fröndenberg-Schwerter Ruhraue
- 337231 Mendener Platte

- 33724 Niedersauerländer Heiden

- 337240 Iserlohner Heiden
- 337241 Lürwald

- 3372410 Hönne-Bieber-Grund
- 3372411 Westernberg

- 33725 Neheimer Ruhrtal
- 33726 Fürstenberg
- 33727 Iserlohner Vorhöhen (Seilerhöhen)
- 33728 Hachener Kuppenland
- 33729 Iserlohner Kalksenken

- 337290 Letmather Senke
- 337291 Iserlohner Senke
- 337292 Balver Senke
- 337293 Oberhönnegrund